# Hersilia albicomis
Espèce
Synonymes
- Hersilia decellei Benoit, 1967

Hersilia albicomis est une espèce d'araignées aranéomorphes de la famille des Hersiliidae.

## Distribution
Cette espèce se rencontre en Côte d'Ivoire, au Ghana, au Nigeria et en Guinée équatoriale.

## Description
Les mâles mesurent de 4,35 à 5,00 mm et les femelles de 5,25 à 5,60 mm.

## Publication originale
- Simon, 1887 : Études arachnologiques. 19e Mémoire. XXVII. Arachnides recueillis à Assinie (Afrique occidentale) par MM. Chaper et Alluaud. Annales de la Société Entomologique de France, ser. 6, vol. 7, p. 261-276 (texte intégral).